# Kevin P. Byrnes

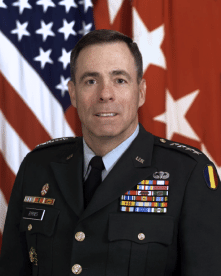
Kevin P. Byrnes

Kevin P. Byrnes (* 12. März 1950 in New York City) ist ein pensionierter General der United States Army. Er war unter anderem Kommandeur des United States Army Training and Doctrine Command. Er wurde auch bekannt, weil er wegen Insubordination seines Kommandos enthoben wurde.
Byrnes arbeitete während seiner Zeit auf der High School als Helfer an einer Tankstelle. Anschließend entschied er sich für eine Aufnahme in das Heer der Vereinigten Staaten. Er durchlief deren Officer Candidate School. Nach bestandener Prüfung wurde er am 15. April 1969 als Leutnant angenommen. In der Army durchlief er anschließend alle Offiziersränge vom Leutnant bis zum Viersternegeneral. Er wurde zunächst nach Vietnam versetzt, wo er in der Feldartillerie am Vietnamkrieg teilnahm. Nach seiner Rückkehr in die Vereinigten Staaten war er zwischen Juli 1970 und Juli 1971, mittlerweile als Oberleutnant, Zugführer und später Stabsoffizier in einem Bataillon der 1. Infanteriedivision in Fort Riley. Anschließend war er Nachrichtenoffizier beim XVIII. Luftlandecorps in Fort Bragg in North Carolina. Seine nächste Aufgabe war das Kommando über eine Kompanie der 39. Feldartillerie, ebenfalls in Fort Bragg. Diese Stellung behielt er bis Februar 1974.
In den folgenden Jahren absolvierte Kevin Byrnes einige Schulen wie den Field Artillery Officer Advanced Course in Fort Sill in Oklahoma und die Park University in Kansas City in Missouri. Zwischen 1975 und 1978 war er Lehrer für Militärwissenschaft am Rose-Hulman Institute of Technology in Terre Haute in Indiana. Danach war er von September 1978 bis Dezember 1981 in Deutschland Stabsoffizier in zwei der 3. Panzerdivision unterstellten Bataillonen. Ab dem 14. Januar 1980 bekleidete er den Rang eines Majors. In den Jahren 1982 bis 1984 war er in Fort Lewis im Bundesstaat Washington stationiert, wo er als Stabsoffizier beim I. Corps tätig war. Anschließend absolvierte er das Command and General Staff College in Fort Leavenworth in Kansas. Dies war eine Voraussetzung für die Qualifikation zur höheren Offiziersdienstgrade. Seine nächste Aufgabe führte Byrnes wieder nach Deutschland, wo er von August 1985 bis Juni 1987 bei der United States Army Europe (USAREUR) Stabsoffizier beim Inspector General war. Während dieser Zeit wurde er zum Oberstleutnant befördert.
Die folgenden zwei Jahre (Juli 1987 bis Juli 1989) war Kevin Byrnes Kommandeur des 4. Bataillons des 3. Feldartillerieregiments, das der 2. Panzerdivision unterstellt war. Zwischen Juli 1989 und Juni 1990 absolvierte er das United States Army War College in den Carlisle Barracks in Pennsylvania. Danach verblieb er dort bis Juni 1991 als Strategic Research Analyst. Anschließend übernahm er das Kommando über die Artillerie der 1. Kavalleriedivision in Fort Hood. Diesen Posten bekleidete er von 1991 bis Mai 1993. Danach war er bis Dezember desselben Jahres Stabschef der 1. Kavalleriedivision. Es folgte das Kommando über die Joint Task Force 6 des United States Atlantic Commands, das er bis Juli 1995 innehatte. Er kehrte danach nach Fort Hood zurück, wo er bis Juni 1996 stellvertretender Kommandeur der 1. Kavalleriedivision war. Es folgte ein Jahr als Stabsoffizier im Heeresministerium in Washington, D.C., ehe er im Juli 1997 erneut nach Fort Hood zurückkehrte, um bis zum Oktober 1999 als Nachfolger von Leon J. LaPorte das Kommando über die 1. Kavalleriedivision zu übernehmen. Gleichzeitig war er auch Kommandeur der multinationalen Division (Nord), die für die Stabilisierung der Lage in Bosnien sorgen sollte. Nach einer weiteren Stabsverwendung in Washington, D.C. übernahm Kevin Byrnes, nun als Viersternegeneral, am 7. November 2002 das Kommando über das United States Army Training and Doctrine Command. Dieses Amt bekleidete er bis zum 31. Juli 2005. An diesem Tag wurde er von seinem Vorgesetzten Peter J. Schoomaker, der damals das Amt des Chief of Staff of the Army innehatte, seines Amtes enthoben. Vorausgegangen waren Ermittlungen gegen Byrnes, der seit 2004 von seiner Frau getrennt lebte und die Scheidung erwartete, wegen möglichen Fehlverhaltens im Amt hinsichtlich seiner Beziehung mit einer Untergebenen. Beziehungen mit Untergebenen waren laut militärischer Anordnung nicht erlaubt. Somit war der Verstoß gegen diese Anordnung, der als militärischer Ungehorsam interpretiert wurde, der Entlassungsgrund.
Nach seiner Versetzung in den Ruhestand arbeitete Kevin Byrnes für die Raytheon Technologies in Huntsville in Alabama.

## Orden und Auszeichnungen
General Byrnes erhielt im Lauf seiner militärischen Laufbahn unter anderem folgende Auszeichnungen:
- Defense Distinguished Service Medal
- Army Distinguished Service Medal
- Defense Superior Service Medal
- Legion of Merit
- Bronze Star Medal